# Szilvásvárad
Szilvásvárad (hongrois : Szilvásvárad [ˈsilvaːʃvaːɾɒd]) est une localité hongroise, ayant le rang de commune dans le comitat de Heves. Située dans la micro-région de Bélapátfalva, elle se situe sur le versant nord-ouest du massif du Bükk. Elle se situe à environ 150km au Nord-Est de Budapest

## Le Haras
Le haras accueille des lipizzans hongrois depuis 1951 dans les écuries du château. Les lipizzans y sont généralement blancs mais quelques-uns peuvent avoir une robe noire.
Les chevaux du haras portent la marque "B", apposée sur la croupe droite, qui évoque Babolna où le haras était précédemment installé avant d'être dévasté par les insurgés hongrois en 1849. On y trouve des étalons lipizzans de souche Pluto, Conversano, Neapoletano, Maestoso, Favory, Siglavy-Capriola et de la lignée hongroise Tulipan.
Le haras est particulièrement réputé pour ses chevaux d'attelage.